# China Banking Regulatory Commission
Die China Banking Regulatory Commission (CBRC) (chinesisch 中國銀行業監督管理委員會 / 中国银行业监督管理委员会, Pinyin Zhōngguó yínháng yè jiāndū guǎnlǐ wěiyuánhuì) ist die Bankenaufsichtsbehörde der Volksrepublik China.

## Allgemeines
Die CBRC wurde am 28. April 2003 gegründet, um den Bankensektor in China, ausschließlich Hongkong, Macau und Taiwan, zu regulieren. Sie ist eine Institution, die direkt dem Staatsrat der Volksrepublik China untersteht, und ist im Finanzdistrikt von Peking ansässig. Der derzeitige Vorsitzende ist Guo Shuqing. Seine Stellvertreter sind Cai Esheng, Zhou Mubin, Guo Ligen und Wang Zhaoxing.

## Hauptaufgaben
Die Hauptaufgaben der CBRC umfassen die Ausarbeitung von Regularien für den Bankensektor; die Autorisierung der Gründung und Terminierung von Banken und die Aufsicht über die Einhaltung der ausgearbeiteten Regeln und der Bestrafung bei Zuwiderhandlung. Außerdem wird die Führungsspitze der Banken getestet, um ein Mindeststandard an Kompetenz zu gewährleisten; Statistiken zum Bankensektor zusammengestellt und veröffentlicht und das Tagesgeschäft der Aufsichtsräte der staatseigenen Banken zu verwalten. In Krisenzeiten kann die CBRC in Not geratene Banken übernehmen und managen, oder gar vom Markt ausschließen.

## Aufsichtsfunktionen
Die CBRC muss eine ausreichende Überwachung des Bankensektors und seiner Banken durchführen, um Risiken einschätzen zu können. Sie soll die Banken dazu anhalten einen internen Kontrollprozess einzuführen, der Probleme schnell erkennen lässt. Die China Banking Regulatory Commission sieht sich als Organisation, die eine Transparenz nach internationalen Maßstäben gewährleisten will.
Das Ziel ihrer Arbeit sollen der Schutz und die Schulung von Anlegern sein, das Vertrauen des Marktes soll stabil gehalten werden und Finanzverbrechen sollen verhindert werden. Außerdem soll der Bankenplatz China näher an internationale Bedingungen und Standards herangeführt werden, Finanzinnovationen eingeführt werden und die Konkurrenz im Markt gesteigert werden.

## Struktur
Die CBRC ist in eine Vielzahl von Abteilungen untergliedert. Deren Aufgabenbereiche lassen sich vereinfacht in folgender Liste zusammenstellen. Dabei ist jeder Bereich einer Abteilung zugeordnet.
- Generalsekretariat
- Personal
- Compliance
- Buchhaltung
- Internationale Beziehungen
- Statistiken
- Illegale Spenden
- Bankeninnovation
- Nichtbanken
- Bankenaufsicht (4 Abteilungen)
- Regularien
- Aufsichtsräte
- Finanzen